# Gabriel Attal
Gabriel Attal (phát âm tiếng Pháp: [ɡabʁijɛl atal]; sinh ngày 16 tháng 3 năm 1989) là một chính khách người Pháp của Đảng Phục hưng (RE), giữ chức Thủ tướng từ ngày 9 tháng 1 đến 5 tháng 9 năm 2024.
Sau khi được bầu vào Hạ viện Pháp vào tháng 6 năm 2017, ông nhanh chóng thăng tiến trong các cấp bậc chính trị, trở thành Bộ trưởng phụ trách của Bộ trưởng Bộ Giáo dục Quốc gia và Thanh niên vào năm 2018, Người phát ngôn Chính phủ vào năm 2020, Bộ trưởng Bộ Hành động Công và Kế toán vào năm 2022 và Bộ trưởng Bộ Giáo dục Quốc gia và Thanh niên năm 2023.
Vào ngày 9 tháng 1 năm 2024, Tổng thống Emmanuel Macron bổ nhiệm ông làm Thủ tướng thay thế người tiền nhiệm Élisabeth Borne. Ông trở thành người đồng tính công khai đầu tiên giữ chức vụ và trẻ nhất ở tuổi 34 tại Pháp, đồng thời là lãnh đạo nhà nước đương nhiệm trẻ nhất trên thế giới. Là đồng minh chính trị của Macron, ông được mô tả là ứng cử viên tiềm năng cho cuộc bầu cử tổng thống năm 2027.

## Tuổi thơ và giáo dục
Attal sinh ngày 16 tháng 3 năm 1989 tại Clamart. Ông lớn lên ở quận 13 và 14 của Paris với ba chị em. Cha ông là một luật sư và nhà sản xuất phim và mẹ ông làm nhân viên của một công ty sản xuất phim.
Attal học tại École alsacienne. Hoạt động chính trị của ông bắt đầu khi ông tham gia các cuộc biểu tình của giới trẻ năm 2006 tại Pháp. Từ năm 2007 đến 2013, ông học tại Science Po. Trong năm đầu tiên, ông đã thành lập một ủy ban hỗ trợ cho Íngrid Betancourt, con tin người Colombia gốc Pháp bị FARC bắt giữ. Ông tốt nghiệp Sciences Po năm 2012 với bằng Thạc sĩ Quan hệ công chúng, và học luật tại Đại học Panthéon-Assas. Vào năm 2009-2010, ông làm việc cho Éric de Chassey, hiệu trưởng Học viện Pháp ở Rome.

## Sự nghiệp chính trị

### Thành viên của hội đồng thành phố Vanves
Trong cuộc bầu cử thành phố năm 2014, Attal được xếp thứ năm trong danh sách của Đảng Xã hội. Ông được bầu làm một trong bốn ủy viên hội đồng Đảng Xã hội của Vanves và nắm quyền lãnh đạo phe đối lập, sau khi từ chức người đứng đầu danh sách đảng xã hội.

### Nghị sĩ Hạ viện
Attal được bầu vào Hạ viện Pháp vào ngày 18 tháng 6 năm 2017, đại diện cho khu vực bầu cử thứ 10 của Hauts-de-Seine, kế nhiệm nghị sĩ André Santini.
Attal nhanh chóng được coi là thành viên tài năng nhất của quốc hội, với Amélie de Montchalin. Là một thành viên của Hạ viện, ông đã trở thành thành viên của Ủy ban về các vấn đề Văn hóa và Giáo dục, nơi ông từng là người đứng đầu của nhóm La République En Marche!.
Vào tháng 12 năm 2017, Attal được bổ nhiệm làm báo cáo viên về dự luật định hướng sinh viên và thành công của sinh viên.
Attal được mệnh danh là người phát ngôn của La République En Marche! vào tháng 1 năm 2018 và vào tháng 9 năm 2018, sau khi Richard Ferrand được bầu chủ tịch Hạ viện, ông tranh cử làm chủ tịch nhóm La République En Marche!, nhưng đã rút lại khỏi vị trí ứng cử của ông một ngày trước cuộc bầu cử khi ông được coi là một trong ba người được yêu thích. Sau đó ông ủng hộ Roland Lescure.

### Thành viên chính phủ
Vào ngày 16 tháng 10 năm 2018, Attal được bổ nhiệm làm Bộ trưởng phụ trách cho Bộ trưởng Bộ Giáo dục và Thanh niên Quốc gia, Jean-Michel Blanquer. Ông là thành viên trẻ nhất ở tuổi 29 của một chính phủ thuộc Cộng hòa thứ năm, đánh bại kỷ lục trước đó được thiết lập bởi François Baroin vào năm 1995 sau vài tháng. Ông chịu trách nhiệm can thiệp vào các vấn đề của giới trẻ và thiết lập dịch vụ quốc gia toàn cầu.
Ông từng là người phát ngôn của chính phủ dưới thời Tổng thống Emmanuel Macron từ năm 2020 đến năm 2022.
Ông trở thành Bộ trưởng Hành động Công và Kế toán trong chính phủ của Thủ tướng Élisabeth Borne vào tháng 5 năm 2022.

## Đời tư
Attal là người đồng tính nam công khai và từng có mối quan hệ kết hợp dân sự với Stéphane Séjourné, một thành viên của Nghị viện châu Âu cho La République En Marche!. Mối quan hệ này đã kết thúc vào năm 2024.
Trong một cuộc phỏng vấn trên truyền hình, Attal cho biết rằng bản thân đã từng bị bắt nạt do sự kỳ thị đồng tính ở trường. Vào năm 2018, ông từng bị bạn học cũ Juan Branco làm lộ xu hướng tính dục của mình trên Twitter. Ông cũng mô tả mình là mục tiêu của những phát ngôn căm thù người đồng tính và bài Do Thái trên mạng xã hội với tư cách là một chính trị gia.